# Darene Thomas
Darene Thomas (Barnwell, 23 maggio 1969) è un'ex cestista statunitense.

## Carriera
Ha giocato in Europa con BSE Esma Budapest e Panathinaikos, e in Italia con Schio e Termini Imerese.